# Ivan Trojan
Ivan Trojan (Praga, 30 giugno 1964) è un attore e doppiatore ceco,considerato tra i migliori attori della Repubblica Ceca.

## Biografia
È figlio dell'attore ceco Ladislav Trojan e fratello del produttore Ondřej Trojan.
È sposato con l'attrice Klára Pollertová con la quale ha quattro figli, nati tra il 1999 e il 2012.

## Filmografia

### Cinema
- Želary - regia di Ondřej Trojan (2003)
- Jedna ruka netleská - regia di David Ondříček (2003)
- Příběhy obyčejného šílenství - regia di Petr Zelenka (2005)
- Anděl Páně - regia di Jiří Strach (2005)
- Anděl Páně 2 - regia di Jiří Strach (2006)
- Václav - regia di Jiří Vejdělek (2007)
- Karamazovi - regia di Petr Zelenka (2008)
- Ve stínu - regia di David Ondříček (2012)
- Charlatan - Il potere dell'erborista (Šarlatán) - regia di Agnieszka Holland (2020)

### Televisione
- Četnické humoresky - serie TV (2000)
- Burning Bush - Il fuoco di Praga (Hořící keř) - serie TV (2013)

## Doppiaggio
- Thomas F. Wilson in Ritorno al futuro, Ritorno al futuro - Parte II
- Jon Favreau in Friends
- James LeGros in Ally McBeal
- Bruce Willis in Senti chi parla
- Marlin in Alla ricerca di Nemo, Alla ricerca di Dory
- Kiefer Sutherland in 24
- RJ in La gang del bosco
- Makunga in Madagascar 2
- Maestro Scimmia in Kung Fu Panda, Kung Fu Panda 2, Kung Fu Panda 3
- Dr. Scarafaggio in Mostri contro alieni
- Minion in Megamind
- Lars Mikkelsen in The Killing

### Doppiatori italiani
Nelle versioni in italiano delle opere in cui ha recitato, Ivan Trojan è stato doppiato da:
- Paolo Buglioni in Charlatan - Il potere dell'erborista

## Riconoscimenti
- Nomination al Leone Ceco come miglior attore per Charlatan - Il potere dell'erborista